# Секуларизъм
Секуларизъм е възглед и принцип, свързан с различни аспекти на обществения живот и отделянето им от религиозните институции. В частност в политическото управление това означава държавните институции да работят независимо от религията и религиозните вярвания. Секуларизмът предполага религиозна неутралност на държавата и свобода от налагане на някакви религиозни догми върху обществото от страна на държавната политика, както и че политическите действия трябва да се базират на актуалното и фактическото, а не на религиозно влияние.
В най-известната си форма, секуларизмът е критичен към религиозната ортодоксалност и поддържа идеята, че религията спира човешкия прогрес, защото се фокусира върху суеверията и догмата повече, отколкото на разума и научния метод. Тази теория възниква особено в Европа по отношение на християнството, така че уточнението може би трябва да е, християнската религия, но същото се отнася и до мюсюлманството, какъвто е случаят с Кемал Ататюрк, който де факто е създателят на съвременната светска турска държава.